# أحمد بن نصر النيسابوري
أحمد بن نصر بن زياد، أبو عبد الله، القرشي النيسابوري، شيخ نيسابور، ومقرئها وزاهدها ومفتيها، كان ثقة مأمونًا، صاحب سنة، كبير الشأن، وأحد أئمة الحديث الثقات الحفاظ المتقنين، كَانَ فقيه أهل الحديث في عصره كثير الحديث والرحلة، توفي في ذي القعدة سنة خمس وأربعين ومائتين.

## في الفقه
ارتحل إلى أبي عبيد على كبر السن متفقها، فأخذ عنه، وكان يفتي بمذهبه، وعليه تفقه ابن خزيمة أولا قبل أن يرحل إلى المزني.

## روايته للحديث النبوي
- حدث عن: عبد الله بن نمير، وعبد الله بن صالح العجلي، والنضر بن شميل، وابن أبي فديك، وأبي أسامة، وطبقتهم.
- روى عنه: أبو نعيم أحد شيوخه، والترمذي، والنسائي في كتابيهما، وسلمة بن شبيب، وابن خزيمة، وأبو عروبة الحراني، وعدد كثير.[1]

## أقوال العلماء فيه

### الجرح والتعديل[2]
- قال أبو حاتم بن حبان البستي: كان من خيار عباد الله وأصلب أهل بلده في السنة.
- قال أبو عبد الله الحاكم النيسابوري: فقيه أهل الحديث في عصره.
- قال أبو يعلى الخليلي: ثقة متفق عليه.
- قال أحمد بن سيار المروزي: ثقة صاحب سنة.
- قال أحمد بن شعيب النسائي: ثقة.
- قال ابن حجر العسقلاني: ثقة فقيه حافظ زاهد.
- قال الذهبي: أحد الأئمة والزهاد تفقه به جماعة.
- قال محمد بن إسحاق بن خزيمة: ثقة.
- قال محمد بن عبد الوهاب الفراء: ثقة مأمون.